# Lepanthes angulata
Lepanthes angulata är en orkidéart som beskrevs av Carlyle August Luer och Alexander Charles Hirtz. Lepanthes angulata ingår i släktet Lepanthes och familjen orkidéer. Inga underarter finns listade i Catalogue of Life.